# Cannonvale
Cannonvale ist eine Kleinstadt in Australien mit 6.596 Einwohnern (Stand: 2021). Sie liegt an der Ostküste Australiens im Bundesstaat Queensland etwa 900 km nördlich von Brisbane und 485 km südlich von Cairns. Dem Landstück, auf dem Cannonvale liegt, sind die Whitsunday Islands vorgelagert. Der Ort gehört zur Whitsunday Region (lokales Verwaltungsgebiet (LGA)).

## Geschichte
Die erste Erwähnung der Region stammt von einer Erkundungsfahrt der HMS Mermaid aus dem Juni 1819. Bei der Kartographierung der Region der Whitsunday-Inseln durch Commander Nares im Jahr 1866 wurde an der inselnahen Küste ein Tal aufgezeichnet, das sich in Südwestrichtung ins Inland erstreckt. Nach einem Crewmitglied, dem Hilfschirurgen Richard Cannon, erhielt es die Bezeichnung Cannon Valley.
Zum Ende des 19. Jahrhunderts breiteten sich vom etwa 20 km landeinwärts gelegenen Verwaltungszentrum Proserpine aus Farmsiedlungen im Tal in Richtung Küste aus. Ab 1904 fanden Landauktionen in der Küstenregion statt und die Siedlung am Talende wurde landläufig als Cannon Valley Beach oder als Cannonvale bekannt. 1913 fand der Ort erstmals amtliche Erwähnung. Es entstand eine kleine Gemeinde, die 1930 eine Poststation mit dem offiziellen Namen Deauville erhielt. In der Öffentlichkeit blieb aber der ursprüngliche Name in Verwendung und um die Verwirrung mit dem doppelten Namen zu beenden wurde der Name 1947 in Cannonvale Beach geändert.
In den späten 1930er Jahren entstand vor Ort eine Anlegestelle für Ausflugsschiffe zu den Whitsunday-Inseln. Zwei Jahrzehnte lang wurde mit drei Fähren der Inseltourismus betrieben, bevor ein Zyklon die Schiffe schwer beschädigte und sie außer Betrieb genommen wurden. Weiter westlich entstand in Airlie Beach in einem geschützten Hafen eine neue Anlegestelle. Cannonvale verlor damit zwar die Rolle als Ausgangspunkt für Inseltouren an den Nachbarort, der Tourismus blieb aber erhalten und prägt seitdem den Ort.

## Lage
Im Norden liegt Cannonvale an der Pioneer Bay, im Nordosten grenzt es an die Ortschaft Airlie Beach. Im Osten und Südosten erstreckt sich über 246 km² der Conway-Nationalpark. Im Tal südlich der Ortschaft liegt Cannon Valley, ein Ort mit knapp 1000 Einwohnern. Der Galbraith Creek bildet die Westgrenze mit den Ortschaften Woodwark und Riordanvale.
Durch Cannonvale führt die Shute Harbour Road (State Route 59), die im 10 km östlich an der Küste gelegenen Shute Harbour ausgeht und 20 km südwestlich von Cannonvale in Proserpine in den Bruce Highway (National Highway 1) mündet. Südlich von Proserpine befindet sich mit dem Whitsunday Coast Airport auch ein lokaler Flughafen mit einer Busverbindung zur Küste.

## Bevölkerung
Trotz der touristischen Bedeutung blieb Cannonvale von 1910 bis 1970 ein kleiner Ort mit 150 bis 300 Einwohnern. Erst in den 1970ern begann der Aufschwung und bis zum Ende des Jahrzehnts vervierfachte sich die Bevölkerung auf mehr als 1200 Bewohner. Mit dem zunehmenden Tourismus stieg die Einwohnerzahl stark an und überstieg Mitte der 2000er die 4000er-Marke. Die Tendenz setzte sich auch in den folgenden Jahren fort.
Die meisten in Cannonvale geborenen Einwohner haben ihre Wurzeln in englischsprachigen Ländern, etwa 5,2 %, die größte nichtenglische Gruppe, geben Deutschland als Abstammungsland an. England und Neuseeland sind mit 4,7 % beziehungsweise 4,4 % die wichtigsten Herkunftsländer der zugewanderten Einwohner.

## Wirtschaft
Die wesentliche Bedeutung erlangt Cannonvale als Übernachtungs- und Einkaufsort für Touristen. Hotellerie, Gaststätten und Handel sind die größten Arbeitgeber. Im Ort sind unter anderem zwei Motels, drei Campingplätze und ein Shopping-Center. Das 2006 eröffnete Centro Whitsunday bietet ein Kaufhaus, einen Supermarkt und über 30 weitere Geschäfte. Auch die Hauptpoststelle der Region befindet sich in Cannonvale. Eigene touristische Aktivitäten werden mit einem Strandbad, einem Swimmingpool und einem im Ort gelegenen Golfplatz geboten. Die wesentliche Bedeutung liegt aber im Ausgangsort für Touren zu den Whitsunday-Inseln und dem vorgelagerten Great Barrier Reef (Hardy Reef).